# Centro de Informações e Dados do Rio de Janeiro
A Fundação Centro de Informações e Dados do Rio de Janeiro ou simplesmente Fundação Cide foi um órgão do governo do estado do Rio de Janeiro, Brasil.
Situada na capital fluminense, está vinculada à Secretaria de Estado de Planejamento e Gestão, tendo como responsabilidade o provimento de dados e informações sobre a realidade do Estado do Rio de Janeiro, seja física, econômica, social, demográfica e ambiental, dando condições ao governo estadual de promover da maneira mais organizada investimentos e projetos.
Foi criada em 1 de julho de 1987, no governo de Moreira Franco, tendo desde então fornecido informações aos demais órgãos do governo estadual bem como às prefeituras fluminenses, empresas, organizações não-governamentais, universidades e imprensa, lançando desde 2004, na internet, o seu Anuário Estatístico.
A partir de 1 de abril de 2009, pela Lei 5.420/2009, a Cide passa a ser incorporada pela Fundação Escola de Serviço Público (FESP-RJ). A denominação da FESP-RJ ficou alterada para Fundação Centro Estadual de Estatísticas, Pesquisas e Formação de Servidores Públicos do Rio de Janeiro (CEPERJ) com a junção das finalidades institucionais da Fundação Cide e da Fesp. A nova instituição concentra funções de capacitação e seleção de pessoal, além de coleta de dados e produção de estatísticas.